# Mukl
Označení mukl se v českém jazykovém prostředí objevilo nejpozději na počátku 20. století a to v identickém významu, jaký má původní slovo Muckel v němčině – tedy česky muž, chlap. Společně s dalšími německými termíny, například Wache (stráž) – vachař, bachař se stalo součástí frazeologie brněnského podsvětí.
Synonymem vězněného muže, respektive vězně, začalo být slovo mukl vnímáno zřejmě až během nacistické okupace, respektive po ní.
V československém prostředí se jako „muklové“ a „muklyně“ označují také političtí vězňové komunistického režimu v Československu, zejména z 50. let 20. století. Nicméně tvrzení, že slovo MUKL je tajnou úřední zkratkou s významem „Muž Určený K Likvidaci“, anebo Muž utlačovaný komunistickou lůzou – není nikde spolehlivě doloženo. Ve skutečnosti byl tento výklad mezi veřejností popularizován teprve během Pražského jara 1968 a to samotnými politickými vězni, kteří s jeho pomocí chtěli upozornit na příkoří prožitá v 50. letech.